# Лудогорци
Лудогорци (болг. Лудогорци) — село в Болгарии. Находится в Разградской области, входит в общину Исперих. Население составляет 854 человека. Здесь с XIX века производят известное белое Лудогорское вино.

## Политическая ситуация
В местном кметстве Лудогорци, в состав которого входит Лудогорци, должность кмета (старосты) исполняет Айдын Исмаил Хюсеин (Движение за права и свободы (ДПС)) по результатам выборов правления кметства.
Кмет (мэр) общины Исперих — Адил Ахмед Решидов (Движение за права и свободы (ДПС)) по результатам выборов в правление общины.